# Frente por la Lealtad
El Frente por la Lealtad (en un principio inscrito como Frente por la Lealtad Popular) fue una coalición política de Argentina creada en 2002 como una corriente interna dentro del Partido Justicialista, y posteriormente como una alianza de varios partidos de cara a las elecciones presidenciales de 2003. Estaba compuesta por el sector del Partido Justicialista favorable al expresidente Carlos Menem, quien sería su candidato presidencial, el Partido Conservador Popular, el partido Cambio con Justicia Social, el Frente de los Jubilados y otros partidos distritales. Asimismo, recibía el apoyo externo de la Unión del Centro Democrático al presentar la misma fórmula presidencial pero que, sin embargo, no integró formalmente la alianza.
La coalición se creó legalmente poco después de que se suspendiera la primaria interna del Partido Justicialista, el 15 de febrero de 2003, luego de que la justicia permitiera que se presentaran tres candidatos del mismo partido: Carlos Menem, Néstor Kirchner y Adolfo Rodríguez Saá. Menem inscribió originalmente la alianza como "Frente por la Lealtad Popular", pero debió retirar el "Popular" del nombre debido a las quejas de otro candidato justicialista, Adolfo Rodríguez Saá, cuya coalición se llamaría "Movimiento Nacional y Popular", alegando que podía confundir a los votantes. Se barajó la posibilidad de que el frente se denominara "Frente por la Lealtad Peronista", pero durante la transición realizada en 1973, el régimen de facto de Alejandro Agustín Lanusse había promulgado la Ley de Partidos 19.102, prohibiendo que se utilizaran connotaciones personalistas en los nombres de los partidos políticos, estando también restringido el uso del término "Nacional", por lo que finalmente, ambas coaliciones sufrieron cambios de nombre debido a que iban en contra de dicha ley. Mientras que Menem se presentó como candidato del Frente por la Lealtad, la coalición de Rodríguez Saá pasó a llamarse "Movimiento Popular - Unión y Libertad". El tercer candidato justicialista, Néstor Kirchner, se presentó por el Frente para la Victoria.
Las elecciones se realizaron anticipadamente el 27 de abril de 2003. Menem obtuvo la primera minoría de votos con el 25.45% de los sufragios, seguido del gobernador santacruceño Néstor Kirchner, con el 21.65%. Debido a que ninguno de los candidatos había recibido más del 45% de los votos válidos, se pasó a una segunda vuelta entre Menem y Kirchner, destinada a realizarse el 18 de mayo de 2003. Sin embargo, debido a sus pocas posibilidades de resultar electo, Menem finalmente se retiró de la segunda vuelta el 14 de mayo, tan solo cuatro días antes de su realización, y por lo tanto Kirchner accedió a la Presidencia de la Nación automáticamente. El Frente por la Lealtad desapareció en forma inmediata y no presentó candidaturas en el resto de las elecciones legislativas, que se realizaron en forma separada. Por tal motivo, solo logró representación parlamentaria en las provincias de La Rioja (2 diputados) y en Santiago del Estero (2 diputados).

## Partidos integrantes
Frente por la Lealtad estaba integrado por los siguientes partidos políticos:
| Partido | Partido | Partido                         | Líder            | Ideología                             | Posición      |
| ------- | ------- | ------------------------------- | ---------------- | ------------------------------------- | ------------- |
|         |         | Partido Justicialista (Facción) | Carlos Menem     | Menemismo Peronismo                   | Centroderecha |
|         |         | Unión del Centro Democrático    | Alvaro Alsogaray | Liberalismo económico Conservadurismo | Derecha       |
|         |         | Partido Conservador Popular     | -                | Conservadurismo Peronismo Federal     | Derecha       |

## Partidos miembros
- Facción del Partido Justicialista

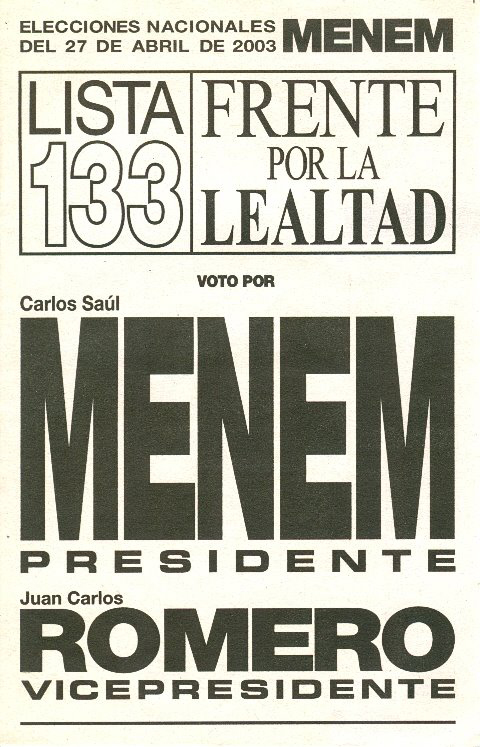
Boleta del Frente por la Lealtad.

- Apoyo externo de la Unión del Centro Democrático
- Partido Conservador Popular
- Cambio con Justicia Social
- Por un Nuevo Jujuy (Jujuy)
- Partido Demócrata Conservador (Buenos Aires)
- Movimiento Popular Unido (Santiago del Estero)
- Movimiento Popular Cordobés (Córdoba)
- Todos por los Jubilados (Capital Federal)
- Movimiento de Acción Vecinal (Córdoba)
- Opción Federal (Neuquén)
- Encuentro Popular (Santiago del Estero)
- Reconquista (Capital Federal)
- De la Generación Intermedia (Capital Federal)
- Frente de los Jubilados
- Movimiento por la Justicia Social (Buenos Aires)